# جيمي أوكسون

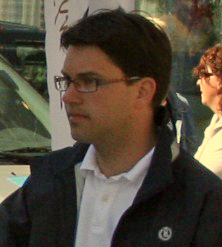
جيمي أوكسون زعيم الحزب ديموقراطيو السويد

بار جيمي أوكِسون ( بالسويدية Per Jimmie Åkesson ) من مواليد 17 أيار - مايو من سنة 1979 في مدينة Ivetofa, نشأ في مدينة Sölvesborg في جنوب السويد وهو يشغل منصب زعيم حزب ديموقراطيو السويد ( بالسويدية Sverigedemokraterna ) منذ عام 2005